# Tewa

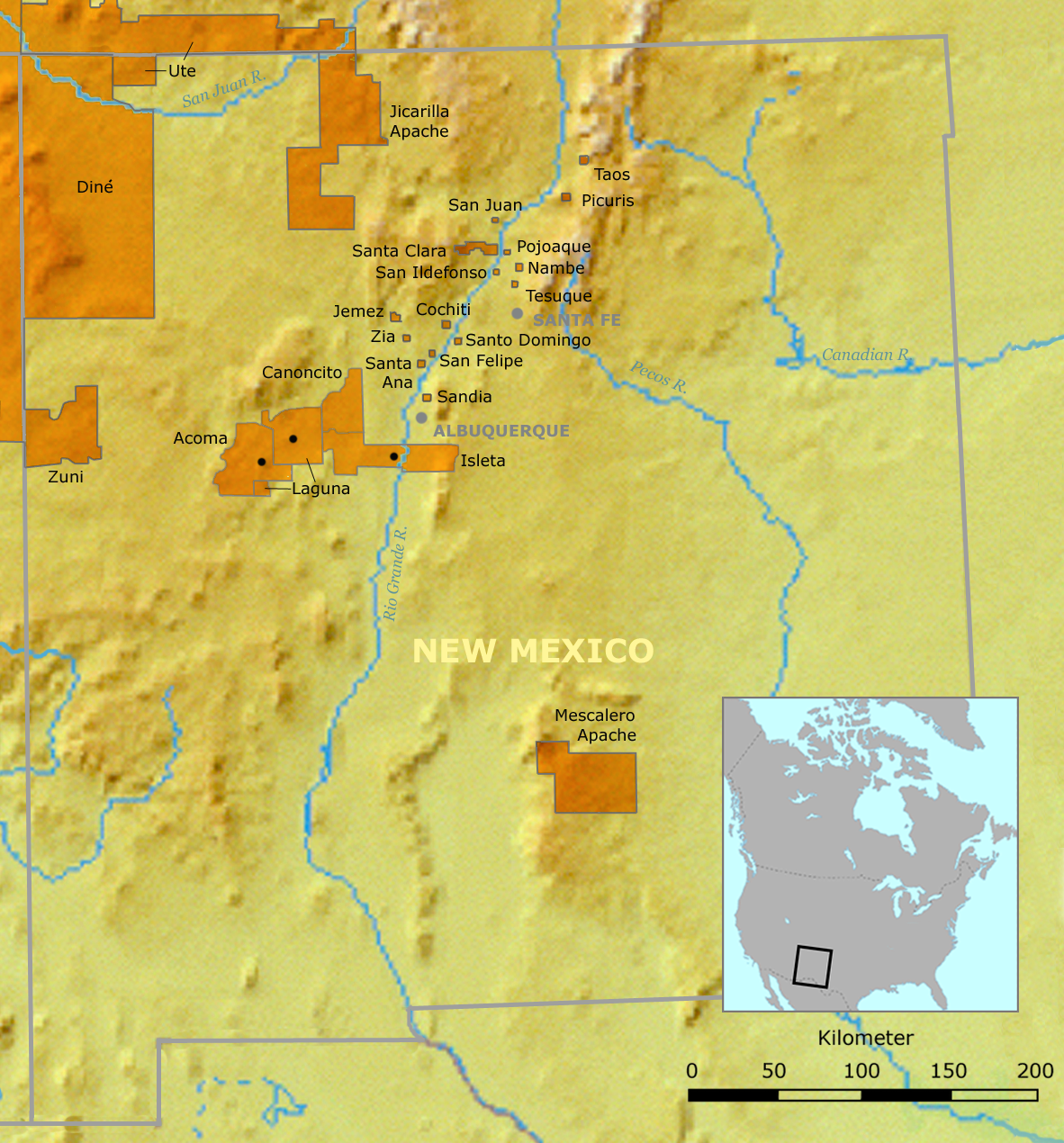
Lage der Tewa-Pueblos, benachbarter Pueblos und Reservate in New Mexico

Die Tewa sind Pueblo-Indianer und bilden eine Sprachgruppe, die zur Kiowa-Tano-Sprachfamilie gehört und in New Mexico im Südwesten der USA lebt. Man spricht Tewa in den Pueblos von
- Nambe
- Pojoaque
- San Ildefonso
- San Juan
- Santa Clara
- Tesuque

Auch in Hano im Hopi-Land wird Tewa gesprochen, weil um 1700 zahlreiche Tewa-Familien vom Rio Grande hierher geflohen waren, als die Spanier das Gebiet zurückeroberten, das sie durch den Pueblo-Aufstand verloren hatten.

## Wohngebiet
Ihrer Überlieferung zufolge haben die Anasazi-Vorfahren in den Klippenhäusern (engl. Cliff dwelling) von Mesa Verde gelebt. Aus archäologischen Funden weiß man, dass die Tewa sprechenden Gruppen drei Dörfer auf dem Pajarito Plateau bewohnt haben, bevor sie um das Jahr 1300 in ihre heutige Wohngegend am Oberlauf des Rio Grande in New Mexico, nördlich der heutigen Stadt Santa Fe, zogen.

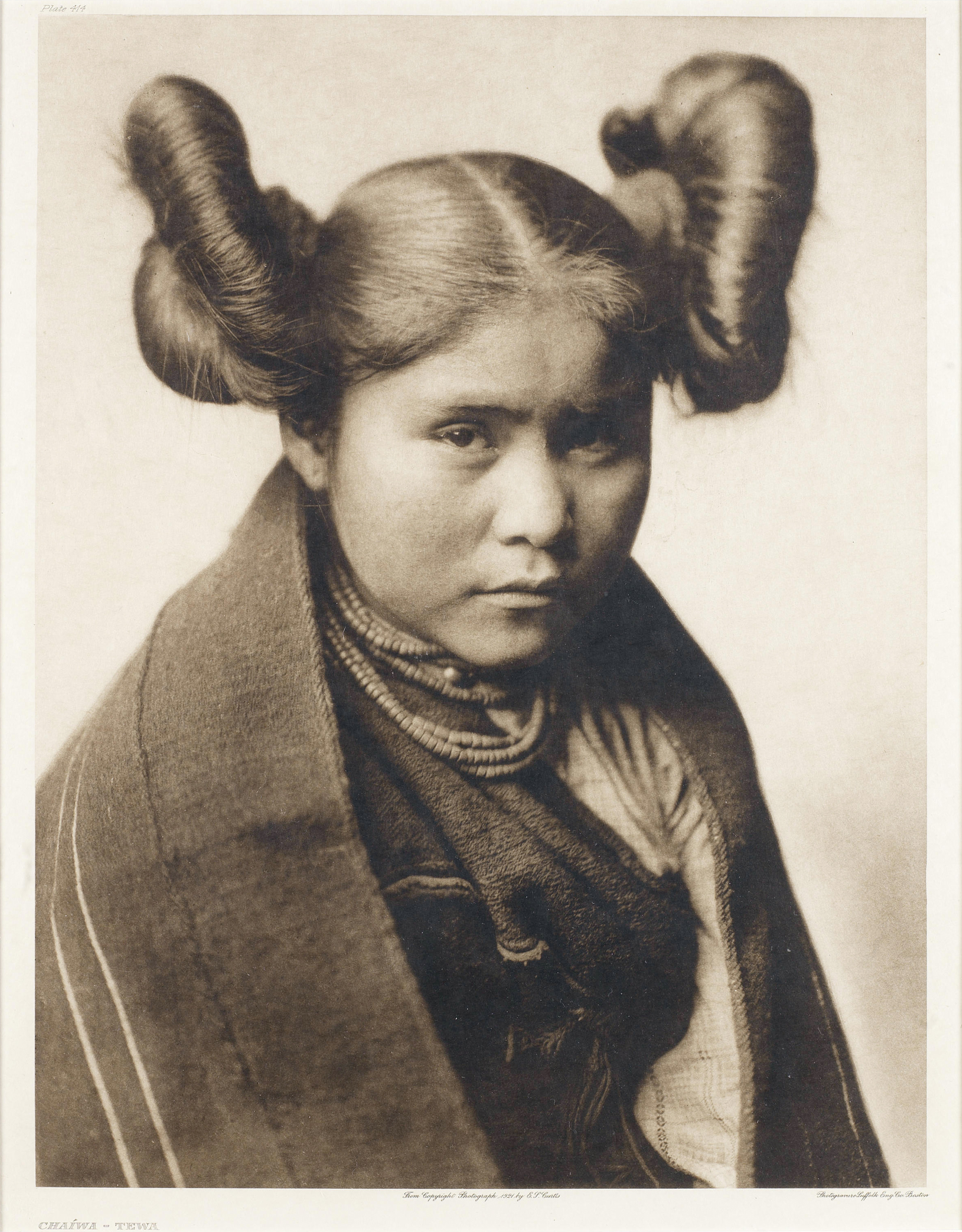
Mädchen der Tewa, Edward Curtis, 1922

## Geschichte

### Erster spanischer Kontakt
Zu Beginn des 16. Jahrhunderts war New Mexico, besonders das Tal des Rio Grande, dicht besiedelt und wurde intensiv bewirtschaftet. Es gab zahlreiche volkreiche Dörfer aus terrassierten, mehrstöckigen Wohngebäuden. Diese räumlich konzentrierte Lebensweise der Bewohner erlaubte die volle Ausnutzung des begrenzten fruchtbaren Ackerlandes zu beiden Seiten des Flusses, unter anderem in Kiesgärten. In mehr als einem Jahrtausend hatten die Pueblo-Indianer eine reiche und vielfältige Kultur entwickelt.
In den Jahren 1541 und 1542 drang eine spanische Armee unter Führung von Francisco de Coronado in das Gebiet der Tewa ein, und versuchte, ein Volk zu unterwerfen, das sie nach den von ihnen errichteten Bauwerken Pueblo nannten. Sie schleppten tödliche Krankheiten ein. Coronados Feldzug erwies sich insofern als nützlich, als das sie eine größeren Einheit der Pueblo-Indianer gegen die verhassten Fremden hervorrief.

### Oñates Kolonie
Die Spanier aber hielten sich mehr als 40 Jahre lang fern. 1598 wurde das gesamte Territorium des heutigen New Mexico dem spanischen General Juan de Oñate überschrieben, der hier auf eigene Kosten eine ständige Kolonie gründen sollte – damals die übliche spanische Praxis. Es kamen 400 Männer, teilweise mit Familie, viele indianische Diener aus Mexiko, über 7.000 Pferde, sowie Rinder, Schafe und Ziegen. Die Pueblo hatten keine Chance gegen eine solche Streitmacht.
Oñate schlug sein Hauptquartier nahe dem Pueblo San Juan auf und nannte es San Gabriel. Notgedrungen stimmten die indianischen Priester des Tewa-Pueblos der Nachbarschaft einer spanischen Ansiedlung zu. Auf Drängen der Priester mussten alle Indianer den Pueblo verlassen. Es kam hin und wieder vor, dass eine Gemeinde sich einen neuen Wohnort suchte, der näher am fruchtbaren Ackerland lag. Das störte aber nicht ihre Beziehung zum Land, denn verbunden waren die Menschen dort mit dem Land selbst, nicht mit ihren Wohnstätten. Obwohl ihnen der Abschied von ihren alten Häusern bestimmt schwerfiel, dürften die Tewa angesichts der Übermacht der Spanier einen Umzug der spanischen Besetzung vorgezogen haben.
Aber die vorsichtige Hoffnung der indianischen Priester, man könne mit den Spaniern zu einer gütlichen Einigung kommen, wurde bald enttäuscht, denn deren Hauptziel war die aktive Christianisierung der heidnischen Ureinwohner. Zehn Padres waren mit dieser Aufgabe betreut, und hinter ihnen stand die spanische Kriegsmacht. Jeder Pueblo, der sich ihrer Missionierung widersetzte, wurde hart bestraft. Gleichzeitig erpressten die Soldaten, die sich in dem unwirtlichen Land nicht selbst ernähren konnten, von den Indianern Lebensmittel und andere Vorräte durch Drohungen, Folter und Mord. Jeder Widerstand wurde hart und brutal niedergeschlagen. Viele Pueblo-Indianer wurden getötet, zu langjähriger Zwangsarbeit verurteilt, oder es wurde ihnen ein Fuß abgehackt. Es fällt selbst aus heutiger Distanz schwer, derartige Brutalitäten zu begreifen. Immer mehr Pueblos rebellierten, und schließlich kehrten die meisten von Oñates Kolonisten, die an der Zukunft des Unternehmens zweifelten, nach Mexiko zurück. 1606 wurde Oñate unter dem Vorwurf der Misswirtschaft abgesetzt. 1610 verlegten die Spanier ihr Hauptquartier von San Gabriel in die neue Siedlung Santa Fe.
In der ganzen Region gründeten spanische Siedler ihre Haziendas auf zugewiesenem Land. Diese Landverschreibungen schlossen nach feudalem Brauch die Bewohner des Gebiets mit ein, und man erwartete von ihnen, dass sie den Patron mit Lebensmitteln und Arbeitskräften versorgten. Folglich kam es immer wieder zu Aufständen einzelner Pueblos: Zuni 1632, Taos 1639–1640, Jemez Pueblo 1644 und 1647 und die Tewa-Pueblos 1650. Zweifellos gab es noch weitere Ausbrüche gewaltsamen Protests, die in den spanischen Berichten unerwähnt blieben, weil niemand wegen Inkompetenz seines Postens enthoben werden wollte.

### Der Pueblo-Aufstand 1680
Es waren besonders die Priester der Pueblos, denen es gelang, den Aufstand zu organisieren und die spanischen Kolonisten von den Ländereien der Pueblos für die nächsten 12 Jahre zu vertreiben. An der Spitze des Aufstands und des Bündnisses stand ein Priesterhäuptling aus dem Tewa-Pueblo San Juan, dessen Name Popé so viel wie Reife Pflanzung bedeutet.
Dem Angriff der Pueblo-Indianer fiel über die Hälfte der Kolonisten samt ihren Haustieren zum Opfer. Der Ruf der Europäer war dermaßen schlecht, dass die Indianer nach deren Vertreibung alles wegwarfen, was spanischen Ursprungs waren. Indianische Priester hielten Rituale ab, um die Zwangsbekehrten zu enttaufen und von böser Beeinflussung zu befreien.
1692 kehrten die Spanier zurück und konnten die Region nach dem Zerfall des Bündnisses erneut erobern. Dennoch war der Aufstand von 1680 auf lange Sicht gesehen ein Erfolg für die Pueblo-Indianer, denn die Spanier versuchten nun nicht mehr, den Indianern ihre Religion und Kultur mit solcher Brutalität aufzuzwingen.

## Religion
Der Glaube durchdringt bei den Tewa alle Bereiche des Daseins. Sämtliche Bereiche des Lebens – Kunst, Handwerk, Wirtschaft, Sozialstruktur und Familie – sind unter dem Dach einer einheitlichen Weltanschauung zusammengefasst. Ausgehend von der Überzeugung, dass die Menschen mit der Natur im Einklang leben müssen, haben die Tewa reiche kulturelle Traditionen entwickelt, die in ihrer Dichtung, ihren Legenden, Liedern, Tänzen und in ihrer Kunst zum Ausdruck kommen. Der architektonische Mittelpunkt eines Dorfes, sowohl wörtlich als auch symbolisch, ist ein Kiva genannter Raum. Hier finden täglich und zu besonderen Zeiten im Jahr private und öffentliche Zeremonien statt. Es werden Gebete gesprochen für das Keimen und Reifen der Feldfrüchte und um Dank zu sagen für gute Gesundheit oder für Genesung von Krankheit.

## Soziale Struktur
Weltliche und geistliche Autoritäten sind bei den Tewa streng voneinander getrennt. An der Spitze steht ein sogenannter Kazike (span. cacique). Die weltliche Führung liegt in den Händen eines Gouverneurs (engl. Governor), der alljährlich ernannt oder gewählt wird. In den 1860er Jahren erhielten diese Gouverneure von Präsident Abraham Lincoln Rohrstöcke als Insignien, die zu hochgeschätzten Symbolen ihres Amtes geworden sind. Der Gouverneur hat mehrere Assistenten, Prinzipale (engl. principales) genannt, eine Gruppe hochgeachteter älterer Männer, deren weise Entscheidungen einen Ausgleich zwischen weltlichen und religiösen Angelegenheiten bewirken.
Die Pueblos der Tewa gliedern sich in zwei gesellschaftliche Hälften oder Moieties. Die Zugehörigkeit zu einer Moiety wird vom Vater bestimmt, allerdings kann eine Frau ihre Zugehörigkeit wechseln, wenn sie einen Mann aus der anderen Moiety heiratet. In der einen Hälfte des Jahres liegen die politischen und zeremoniellen Pflichten in den Händen des Sommervolkes, in der zweiten Jahreshälfte übernimmt die andere Moiety, das Wintervolk, diese Aufgaben.

## Heutige Situation
Nördlich von Santa Fe findet man eine Gruppe von Tewa-Dörfern, ihre südlichsten sind Tesuque, Nambe und Pojoaque. Sie sind gut erhalten und besitzen einen alten Ortskern. Einige Kilometer westlich liegen die Dörfer Santa Clara und San Ildefonso. Diese Pueblos haben für sich eine Lücke im umkämpften Töpfereimarkt entdeckt. Der von Maria und Julian Martinez in den 1920er Jahren kreierte Stil der schwarzen Keramik wurde weiterentwickelt und hat einen blühenden Handel mit indianischen Töpferwaren aller Art hervorgebracht, die gute Preise erzielen.
Rund 7 km nördlich von Santa Clara liegt San Juan Pueblo, das eine Art politischer Führerschaft unter den Pueblos einnimmt. Das ganze Jahr über finden hier Zeremonien statt. San Juan ist das Hauptquartier des Rates acht nördlicher Pueblos. Hier kann man sich bestens über anstehende Veranstaltungen informieren. Da nicht alle Zeremonien öffentlich zugänglich sind, sollte man in jedem Fall vorher Erkundigungen einholen. Der Besuch eines Pueblos kann besonders während der Tanzveranstaltungen sehr interessant sein. Allerdings stehen einige Dörfer den Touristen kritisch gegenüber.